# Michał Jurecki
Michał Jurecki, poljski rokometaš, * 27. oktober 1984, Kościan.
Leta 2008 je na poletnih olimpijskih igrah v Pekingu v sestavi poljske reprezentance osvojil 5. mesto.